# Paul Volkmann (Politiker)
Paul Volkmann (* 23. Februar 1899 in Jecha; † 7. August 1969 in Sondershausen) war ein deutscher Politiker (SED). Er war von 1946 bis 1950 Abgeordneter des Thüringer Landtages.

## Leben
Volkmann war der Sohn eines Bergmanns. Nach dem Besuch der Volksschule absolvierte er zunächst eine Lehre als Zimmermann. Bereits im Gründungsjahr der KPD 1919 wurde Volkmann deren Mitglied, zeitweise war er KPD-Unterbezirksleiter in Sondershausen. In den 1920er Jahren verdiente Volkmann sein Geld als Bergmann im Kaliwerk Glückauf in Sondershausener Ortsteil Jecha. 1933 wurde er zum Betriebsratsvorsitzenden des Kailwerkes gewählt. Nach der Machtergreifung der Nationalsozialisten wurde Volkmann am 27. März 1933 verhaftet und bis zum 16. April 1933 im Lager Nohra in sogenannte Schutzhaft genommen. Wegen seiner illegalen Parteitätigkeit für die KPD wurde er am 4. November 1934 erneut verhaftet und bis zum 11. April 1935 im KZ Bad Sulza inhaftiert. Anschließend kam Volkmann bis zum 5. Juni 1935 nach Kassel in Untersuchungshaft. In Kassel wurde er vom dortigen Oberlandesgericht zu insgesamt 24 Monaten Zuchthaus verurteilt, die er im Zuchthaus Kassel-Wehlheiden absaß. Wo sich Volkmann nach Verbüßung der Haftstrafe aufhielt, ist nicht bekannt, er wurde jedoch im März 1944 wegen Vorbereitung zum Hochverrat von einem Sondergericht in Kassel erneut verurteilt.
Nach Kriegsende kehrte Volkmann in seine alte Heimat und an seine alte Arbeitsstätte zurück. Der erfahrene Kommunist, durch seine Inhaftierungen auch bei den sowjetischen Behörden anerkannt, wurde 1946 als zentraler Sequester der Betriebe der Wintershall AG auf dem Territorium der sowjetischen Besatzungszone eingesetzt, um sie in Volkseigentum zu überführen. Dies gelang jedoch zunächst nicht, da diese Betriebe in einer SAG zusammengefasst wurden. Durch die Vereinigung von KPD und SPD mittlerweile SED-Mitglied, wurde Volkmann ob seiner beruflichen Funktion von der SED als Mitglied in die Beratende Landesversammlung Thüringens entsandt. Bei den ersten Landtagswahlen am 20. Oktober 1946  kandidierte Volkmann ebenfalls für die SED und vertrat sie als Abgeordneter im Thüringer Landtag in der ersten Wahlperiode bis zum Oktober 1950. Im Kaliwerk Sondershausen-Jecha selbst fungierte Volkmann alsbald wieder als Betriebsrat, mit Wirkung vom 17. Dezember 1947 wurde er zum Treuhänder und Werksleiter der Schächte III und IV des Kaliwerkes Glückauf ernannt. Im Jahr 1952 übernahm er den VEB Kaliwerk Bartensleben im Kreis Haldensleben als Werkleiter. Diese Leitungstätigkeit führte Volkmann jedoch nur wenige Jahre aus, denn spätestens 1956 wurde er verrentet.

## Auszeichnungen und Ehrungen
- 1956 Orden Banner der Arbeit
- 1958 Medaille für Kämpfer gegen den Faschismus 1933 bis 1945
- 1986 Verleihung des Ehrennamens „Paul Volkmann“ an die Freiwillige Feuerwehr Jecha[2]